# Lý Na

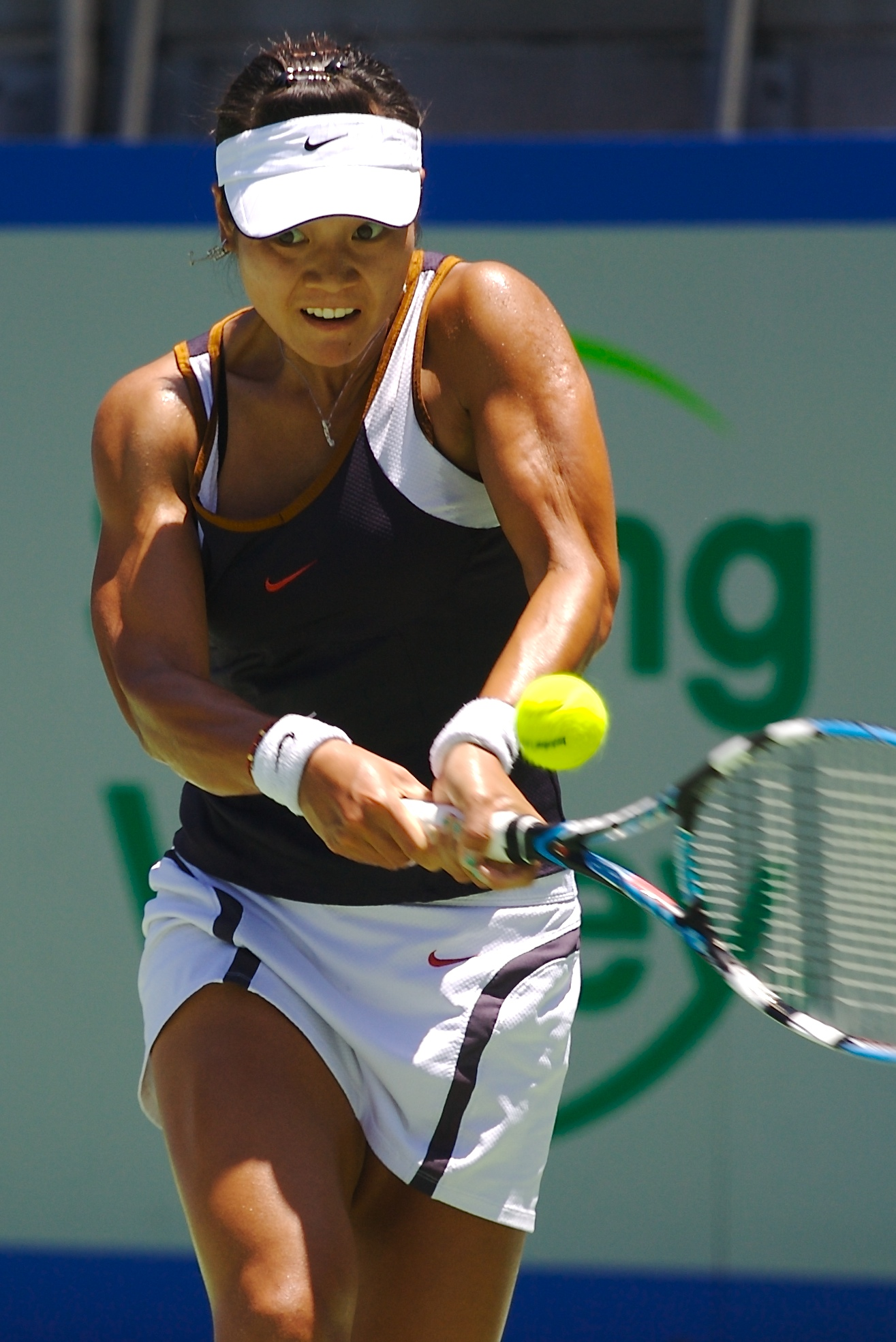
Lý Na năm 2007

Lý Na (chữ Hán: 李娜; ngày sinh 26 tháng 2 năm 1982) hoặc Li Na là một vận động viên quần vợt chuyên nghiệp Trung Quốc. Cô vô địch giải Pháp mở rộng năm 2011 và trở thành người châu Á đầu tiên thắng giải đơn Grand Slam quần vợt, và vô địch giải Úc mở rộng năm 2014. Cô đạt thứ hạng cao nhất trong sự nghiệp là hạng 2 thế giới.
Năm 2013, Li Na cũng lần đầu tiên lọt vào bán kết giải Mỹ mở rộng, thua Serena Williams, lập kỷ lục là tay vợt châu Á cũng như Trung Quốc đầu tiên từng lọt vào bán kết giải Mỹ mở rộng.
Năm 2014, Li Na vô địch giải Úc mở rộng sau khi vượt qua Dominika Cibulkova trong trận chung kết và có được Grand Slam thứ 2 trong sự nghiệp (sau giải Pháp mở rộng). Sau chức vô địch này Li Na đã vươn lên vị trí số 2 thế giới, thứ hạng cao nhất đối với 1 tay vợt Trung Quốc cũng như 1 tay vợt châu Á từng đạt được.
Sau chấn thương đầu gối dai dẳng, Li Na đã quyết định giải nghệ vào năm 2014.

## Chung kết Grand Slam đơn

### Vô địch (2)
| Năm  | Giải đấu     | Đối thủ ở trận chung kết | Tỉ số      |
| 2011 | Pháp Mở rộng | Francesca Schiavone      | 6–4 7–67–0 |
| 2014 | Úc Mở rộng   | Dominika Cibulková       | 7–67–3 6–0 |

### Á quân (2)
| Năm  | Giải đấu   | Đối thủ ở trận chung kết | Tỉ số       |
| 2011 | Úc Mở rộng | Kim Clijsters            | 6–3 3–6 3–6 |
| 2013 | Úc Mở rộng | Victoria Azarenka        | 6–4 4–6 3–6 |

### Thế vận hội
| Năm  | Giải đấu                | Đối thủ        | Vòng    | Tỉ số   |
| 2008 | Thế vận hội mùa hè 2008 | Vera Zvonareva | Bán kết | 0–6 5–7 |

### WTA Championships
| Năm  | Giải đấu          | Đối thủ ở trận chung kết | Tỉ số       |
| 2013 | WTA Championships | Serena Williams          | 6–2 3–6 0–6 |

## Chung kết WTA đơn đã tham dự
| Năm  | Giải đấu                              | Đối thủ ở trận chung kết | Tỉ số       |
| 2004 | Guangzhou International Women's Open  | Martina Suchá            | 6–3 6–4     |
| 2008 | Mondial Australian Women's Hardcourts | Victoria Azarenka        | 4–6 6–3 6–4 |
| 2009 | Aegon Classic in Birmingham           | Magdalena Rybarikova     | 6–0 7–67–2  |
| 2010 | Aegon Classic                         | Maria Sharapova          | 7–5 6–1     |
| 2011 | Medibank International Sydney         | Kim Clijsters            | 7–67–3 6–3  |
| 2012 | Western & Southern Open               | Angelique Kerber         | 1–6 6–3 6–1 |
| 2013 | Shenzhen Open                         | Klara Zakopalova         | 6–3 1–6 7–5 |
| 2014 | Shenzhen Open                         | Peng Shuai               | 6–4 7–5     |

## Thua trong trận chung kết WTA
| Năm  | Giải đấu                      | Đối thủ trong trận chung kết | Tỉ số          |
| 2012 | Medibank International Sydney | Victoria Azarenka            | 2–6 6–1 3–6    |
| 2012 | Internazionali BNL d'Italia   | Maria Sharapova              | 6–4 4–6 6–75–7 |
| 2012 | Rogers Cup                    | Petra Kvitova                | 5–7 6–2 3–6    |
| 2013 | Porsche Tennis Grand Prix     | Maria Sharapova              | 4–6 3–6        |